# Persone di nome Emilio/Calciatori
| Questa pagina contiene informazioni ricavate automaticamente dalle voci biografiche con l'ausilio del template Bio e di un bot. L'aggiornamento è periodico e automatico e ricostruisce completamente la pagina. Se manca una persona in questa lista, sei pregato di non aggiungerla, ma accertati piuttosto che la sua voce biografica contenga il template Bio e che i dati anagrafici siano correttamente compilati. Se il template Bio manca, inseriscilo tu stesso o, in alternativa, metti l'avviso {{tmp\|Bio}} che ne segnala la mancanza. Se i dati riportati sono sbagliati, correggi direttamente la voce biografica; le modifiche saranno visibili in questa lista entro pochi giorni. Per chiarimenti vedi il progetto antroponimi. La lista contiene solo le 69 persone che sono citate nell'enciclopedia e per le quali è stato implementato correttamente il template Bio. Pagina aggiornata al 22 lug 2025. |

Questa è una lista di persone presenti nell'enciclopedia che hanno il nome Emilio e sono calciatori.

## A(6)
- Emilio Agradi, calciatore e allenatore di calcio italiano (Bologna, n. 1895 - Pesaro, † 1971)
- Emilio Aldecoa, calciatore e allenatore di calcio spagnolo (Bilbao, n. 1922 - † 1999)
- Emilio Alonso Larrazábal, calciatore spagnolo (Getxo, n. 1912 - Città del Messico, † 1989)
- Emilio Angeletti, calciatore italiano (Morrovalle, n. 1915 - Macerata, † 1987)
- Emilio Aristizábal, calciatore colombiano (n. 2005)
- Emilio Arnstein, calciatore, dirigente sportivo e arbitro di calcio austriaco (Wotitz, n. 1886 - Bologna, † 1976)

## B(8)
- Emilio Badini, calciatore argentino (Rosario, n. 1897 - Bologna, † 1956)
- Emilio Barbero, calciatore italiano (Castelnuovo Calcea, n. 1919 - Pont Canavese, † 1996)
- Emilio Barucco, calciatore italiano (Bene Vagienna, n. 1896 - Torino, † 1982)
- Emilio Bergamini, calciatore italiano (Venezia, n. 1907 - Lido di Venezia, † 1971)
- Emilio Bonato, calciatore italiano (Verona, n. 1897 - Torino, † 1982)
- Emilio Bonci, calciatore italiano (Cesena, n. 1928 - Cesena, † 2009)
- Emilio Busetto, calciatore italiano (Cagliari, n. 1936 - Cagliari, † 2014)
- Emilio Buttarelli, calciatore italiano (Milano, n. 1924)

## C(7)
- Emilio Capri, calciatore italiano (Vicenza, n. 1917)
- Emilio Caprile, calciatore italiano (Genova, n. 1928 - Genova, † 2020)
- Emilio Carton, calciatore italiano (Verona, n. 1923)
- Emilio Castro, calciatore argentino (Tucumán, n. 1910 - † 1988)
- Emilio Cimbrico, calciatore italiano (Genova, n. 1903 - Genova, † 1948)
- Emilio Conti, calciatore e allenatore di calcio italiano (Teramo, n. 1920)
- Emilio Cruz, ex calciatore e allenatore di calcio spagnolo (Madrid, n. 1951)

## D(2)
- Emilio Da Re, ex calciatore italiano (Vittorio Veneto, n. 1958)
- Emilio Docente, calciatore italiano (Comiso, n. 1983)

## E(1)
- Emilio Estevez Tsai, calciatore taiwanese (Toronto, n. 1998)

## F(5)
- Emilio Farina, ex calciatore italiano (Brescia, n. 1929)
- Emilio Fasoli, calciatore italiano
- Emilio Fenoll, ex calciatore spagnolo (Torrent, n. 1964)
- Emilio Ferrari, calciatore italiano (Fossalta di Portogruaro, n. 1919)
- Emilio Fizel, calciatore argentino (Avellaneda, n. 1923)

## G(5)
- Emilín, calciatore spagnolo (San Román de Candamo, n. 1912 - Oviedo, † 1977)
- Emilio Gattoronchieri, calciatore italiano (Milano, n. 1912 - Ponteranica, † 1993)
- Emilio Giovannini, calciatore italiano (Parma, n. 1906)
- Emilio Grassi, calciatore italiano
- Emilio Guagnino, calciatore italiano

## H(2)
- Emilio Hernández, calciatore cileno (Santiago del Cile, n. 1984)
- Martín Hidalgo, ex calciatore peruviano (Lima, n. 1976)

## I(1)
- Emilio Izaguirre, ex calciatore honduregno (Tegucigalpa, n. 1986)

## K(1)
- Emilio Kehrer, calciatore tedesco (n. 2002)

## L(2)
- Emilio Lara, calciatore messicano (Atizapán de Zaragoza, n. 2002)
- Emilio Lavezzari, calciatore italiano (Palazzolo Milanese, n. 1928 - Pomezia, † 2009)

## M(10)
- Emilio Maggioni, calciatore italiano (Vigevano, n. 1919)
- Emilio Magrini, calciatore italiano
- Emilio Manazza, calciatore italiano (Milano, n. 1906 - Rozzano, † 1980)
- Emilio Manfredi, calciatore italiano (Cella Dati, n. 1899)
- Emilio Damián Martínez, ex calciatore paraguaiano (Concepción, n. 1981)
- Emilio Martínez González, calciatore messicano (Córdoba, n. 2003)
- Emilio Melón, calciatore argentino (Buenos Aires, n. 1936 - † 2010)
- Emilio Mora, ex calciatore messicano (Apatzingán, n. 1978)
- Emilio Moretti, calciatore italiano (Alessandria, n. 1896)
- Emilio Morollón, calciatore spagnolo (Madrid, n. 1937 - Valladolid, † 1992)

## N(1)
- Emilio Nsue, calciatore spagnolo (Palma di Maiorca, n. 1989)

## P(2)
- Emilio Pazos, ex calciatore argentino (Buenos Aires, n. 1945)
- Emilio Pozzan, ex calciatore italiano (Thiene, n. 1927)

## R(4)
- Emilio Rancilio, calciatore italiano (Parabiago, n. 1913 - Trieste, † 1982)
- Emilio Recoba, calciatore uruguaiano (Montevideo, n. 1904 - † 1992)
- Emilio Rentería, calciatore venezuelano (Caracas, n. 1985)
- Emilio Rossi, calciatore italiano (Milano, n. 1906)

## S(7)
- Emilio Sagi Liñán, calciatore spagnolo (Bolívar, n. 1900 - Barcellona, † 1951)
- Emilio Salaber, calciatore spagnolo (La Almolda, n. 1937 - Nîmes, † 2018)
- Emilio Savino, calciatore italiano (Genova, n. 1899 - Novi Ligure, † 1978)
- Emilio Scarpellini, calciatore italiano (Verdellino, n. 1901)
- Emilio Siena, calciatore italiano (Foligno, n. 1921)
- Emilio Solari, calciatore argentino
- Emilio Sánchez Fuentes, ex calciatore spagnolo (Albacete, n. 1985)

## V(1)
- Emilio Vidal, calciatore e allenatore di calcio spagnolo (Santander, n. 1900 - Sabadell, † 1968)

## Z(3)
- Emilio Zamperini, calciatore italiano (San Michele Extra, n. 1912)
- Emilio Zeballos, ex calciatore uruguaiano (Montevideo, n. 1992)
- Emilio Zelaya, calciatore argentino (San Miguel de Tucumán, n. 1987)

## Á(1)
- Emilio Walter Álvarez, calciatore uruguaiano (Montevideo, n. 1939 - Montevideo, † 2010)